# José Sentis
José Sentis (* 11. Juni 1888 in Tarragona, Spanien; † 20. März 1983 in Ivry-sur-Seine, Frankreich) war ein spanischer Pianist und Komponist.
José Sentis begann seine Karriere als Pianist in den Salons von Paris. Unter dem Einfluss argentinischer Freunde wie des Musikers Buchardo Alberto Lopez und des Schriftstellers Ricardo Güiraldes spielte er vor allem Tangostücke. Buchardo Alberto Lopez komponierte unter anderem den Tango Germain. Beide gehörten zu den Musikern, die den Tango in jener Zeit in Paris populär machten. Zu den von José Sentis komponierten Stücken gehören Baby, Mr. Marquis, Spring, From 5 to 7, Volver und Bad Love. José Sentis spielte auch auf großen Tourneen (Venezuela, Kuba, Nordamerika) und war in den 1920er und 1930er Jahren Direktor eines Orchesters. Außerdem schrieb er Musik für Film und Fernsehen, wie zum Beispiel für den Tangofilm Melodía de arrabal.